# 科默斯鎮區 (密歇根州)
科默斯鎮區（英語：Commerce Township）是位於美國密歇根州奧克蘭縣的一個特設鎮區。

## 地方資料
科默斯鎮區的面積為77.40平方千米，當中陸地面積為71.10平方千米，而水域面積為6.30平方千米。根據2020年美國人口普查的數據，當地共有人口43058人，而人口密度為每平方千米556.3人。